# احتجاجات بنغالور 2020
في ليلة 11 أغسطس 2020، اندلعت اشتباكات عنيفة في بنغالور، كارناتاكا، الهند. سبب الاحتجاجات هو قيام أحد أقرباء النائب البرلماني عن حزب المؤتمر الوطني الهندي المعارض، سرينيفاس مورثي، بنشر منشور استفزازي على منصة التواصل الاجتماعي فيسبوك، يسيء فيه للنبي محمد ﷺ.
واحتجاجاً على ذلك، نزل آلاف المسلمين إلى الشوارع، فيما احتشد البعض الآخر أمام منزل البرلماني المذكور. أسفر الحادث عن مقتل 3 أشخاص على الأقل برصاص الشرطة وإصابة 60 من أفراد الشرطة أثناء الاشتباكات.
وتمكّنت الشرطة من القبض على الرجل الذي نشر المنشور المسيء.كما قبضت على 110 من المحتجين.